# Vito Volterra
Vito Volterra   (Ancona, 3 de maig de 1860 - Roma, 11 d'octubre de 1940) va ser un matemàtic i físic italià, especialitzat en biologia matemàtica i en equacions integrals.
El seu pare va morir quan ell només tenia dos anys i va ser educat per la seva mare i el seu oncle que, per motius de feina, es va bellugar per diferents indrets d'Itàlia, però va ser a Florència on va rebre la seva primera educació. Després d'algunes diferències familiars sobre el seu futur, el 1878 va ingressar a la Universitat de Pisa i, l'any següent, va ser admès a la Scuola Normale Superiore de Pisa. Sota la direcció d'Ulisse Dini, el 1881 va publicar els seus primers articles sobre anàlisi matemàtica, i el 1882 es va doctorar en Física amb una tesi d'hidrodinàmica dirigida per Enrico Betti.
L'any següent va ser nomenat professor ajudant de Betti a Pisa, donant classes de mecànica i estàtica. Després de la mort de Betti (1892) també es va fer càrrec de les classes de física matemàtica. Els seus treballs en anàlisi funcional van anar incrementant el seu prestigi i el 1893 va ser nomenat catedràtic de la universitat de Torí i el 1900 de la Universitat de Roma La Sapienza. A Roma, no solament va ser degà de la facultat de ciències (1907-1919), sinó que també es va dedicar al desenvolupament de polítiques de desenvolupament científic, com a senador del Regne d'Itàlia.
Durant els anys 1914-1915 va ser molt actiu en el debat polític sobre la posició d'Itàlia en la Primera Guerra Mundial: era contrari a la neutralitat i defensava l'aliança amb França i Gran Bretanya. Quan Itàlia va trencar la seva neutralitat, Volterra va començar una etapa de recerca científica amb finalitats militars amb científics francesos, britànics i americans. El 1917 es va convertir en el director del Ufficio Invenzione e Ricerche i, amb altres col·legues europeus, va ser impulsor del International Research Council, del que va ser vicepresident.
El 1926 va publicar els seus primers resultats sobre les variacions del nombre d'individus de les espècies animals, amb això va iniciar el camí de les biomatemàtiques.
Volterra no va ser gens partidari del govern Mussolini. El 1923 es va oposar amb fermesa contra la reforma educativa del ministre Giovanni Gentile, el 1924 es va unir a la coalició lliberal-demòcrata liderada per Giovanni Amendola i el 1925 va ser un dels signants del Manifest dels intel·lectuals antifeixistes. Per aquests motius va ser objecte de persecució policial. El 1931, en negar-se a prestar el jurament de fidelitat, va ser desposseït dels seus càrrecs acadèmics i obligat a jubilar-se. El 1938 va tenir nous problemes a causa de la seva ascendència jueva, tot i que, en ser senador vitalici, va poder escapolir-se dels seus efectes més durs. Va morir el 1940, uns mesos després que Itàlia entrés a la Segona Guerra Mundial.